# Pedro Figueiredo
Pedro da Cunha Figueiredo (1991) is een Portugees golfprofessional.
Pedro stamt af van de zeevaarder Tristão da Cunha. Simão da Cunha, de kleinzoon van deze ontdekkingsreiziger, had in de 16de eeuw een stuk land in Alenquer waar hij de Quinta de Dom Carlos op bouwde. Hier woont nu de grootvader van Pedro. Het huis werd in 2003 gerestaureerd. Er worden druiven verbouwd.

## Amateur
Pedro had een schitterende amateurscarrière. Op 10-jarige leeftijd was hij al nationaal kampioen U12. Hij won het British Boys Championship (na play-off) en de Portuguese Golf Federation Cup. Nadat hij vier keer het Portugees Amateur had gewonnen, kreeg hij een studiebeurs om aan de UCLA te studeren. Hij speelde college golf en won in zijn laatste jaar twee grote toernooien.
Pedro was de eerste Portugese speler die in de Palmer Cup mocht spelen.

### Gewonnen
Nationaal
- 2005: Torneio Tranquilidade
- 2006: Portugees Amateur
- 2007: Portugees Amateur, Taça Kendal (Espinho)
- 2008: Portugees Amateur
- 2009: Portugees Amateur

Californië
- 2013: THE PRESTIGE (Palm Springs)(-6), Transamerica/WFG Western Intercollegiate op de Pasatiempo Golf Club (65-71-68)

### Teams
- Europees Landen Team Kampioenschap: 2013 (Denemarken)
- Palmer Cup: 2013
- Junior Ryder Cup
- Jacques Leglise Trophy

## Professional
Na zijn studie werd hij in juli 2013 meteen professional. Zijn belangen worden behartigd door de Hambric Sports Group.

Zijn eerste toernooi was het Toscaans Open 2013. Hij ging naar Stage 1 van de Tourschool maar kwalificeerde zich in Hardelot net niet voor Stage 2.

### Gewonnen
- 2013: PGA Kampioenschap (-6) op de Pestana Golf Resort in Vilasol